# Gian Luca Ewbank
Gian Luca Ewbank Baldacconi (São Paulo, 4 de junho de 1990) é um artista plástico brasileiro.

## Biografia
É filho do arquiteto Roberto Baldacconi e da designer têxtil Débora Ewbank e irmão da apresentadora Giovanna Ewbank. É formado em artes plásticas, publicidade e comunicação social. Influenciado pela pop art e a cultura urbana com tendência para o dadaísmo, tem como paixões a fotografia e o graffiti. Possui ascendência italiana e escocesa.
Gian participa de exposições nacionais e internacionais, retratando em suas obras toda a atmosfera em que vive utilizando técnica mista, ele harmoniza todas suas ferramentas para desenvolver seus trabalhos, usando materiais como madeira e trazendo o colorido com força como o neon e elementos tridimensionais.

## Carreira
Depois de trabalhar com criação em uma agência de publicidade, sua primeira exposição ao público ocorreu em 2014, participando da exposição do Design Weekend SP, onde foi premiado como revelação do DW daquele ano. Em 2015, realizou uma exposição de algumas de suas obras na San Paul Art Gallery, da galerista brasileira Valeria Musumeci. Em 2016, apresentou sua exposição Vital na Luis Maluf Art Gallery.
Em novembro de 2017, apresentou ao lado de Vini Parisi, a exposição RE.VER.SO com 12 obras, na Luis Maluf Art Gallery. Em janeiro de 2019, passou a apresentar ao lado da irmã Giovanna Ewbank, o programa No Paraíso Com Gio Ewbank exibido no canal GNT. Em maio de 2019, apresentou sua exposição Devaneios através da Luis Maluf Art Gallery, com a curadoria de Renata Junqueira.

## Vida pessoal
Entre 2011 e 2015 namorou por quatro anos a atriz Carla Salle. Em fevereiro de 2016 assumiu namoro com a atriz Giovanna Lancellotti, com o relacionamento chegando ao fim em dezembro de 2017, após quase dois anos juntos.

## Prêmios e Indicações
| Ano  | Prêmio              | Categoria    | Resultado |
| ---- | ------------------- | ------------ | --------- |
| 2014 | Designer Weekend SP | Revelação DW | Venceu    |